# April 2025
Portal Geschichte | Portal Biografien | Aktuelle Ereignisse | Jahreskalender | Tagesartikel

◄ |
20. Jahrhundert |
21. Jahrhundert

◄ |
1990er |
2000er |
2010er |
2020er
| 2030er | 2040er

◄ |
2021 |
2022 |
2023 |
2024 |
2025
| 2026 | 2027 | 2028 | 2029 | ►

◄ |
Januar 2025 |
Februar 2025 |
März 2025 |
April 2025 |
Mai 2025 |
Juni 2025 |
Juli 2025 |
►
Dieser Artikel behandelt tagesbezogene Nachrichten und Ereignisse im April 2025. Eine Artikelübersicht zu thematischen „Dauerbrennern“ und zu länger andauernden Veranstaltungen findet sich auf der Seite zu den laufenden Ereignissen.

## Tagesgeschehen

### Dienstag, 1. April 2025
- Bern/Schweiz: Martin Pfister tritt als Nachfolger von Viola Amherd das Amt als Bundesrat und Vorsteher des Eidgenössischen Departements für Verteidigung, Bevölkerungsschutz und Sport (VBS) an.
- Die Berlinerin Rabea Rogge fliegt als erste deutsche Frau an Bord der Mission Fram2 ins All.[1]

### Mittwoch, 2. April 2025
- Washington, D.C./Vereinigte Staaten: US-Präsident Donald Trump veröffentlicht Importzölle für verschiedene Länder.

### Freitag, 4. April 2025
- Marl/Deutschland: Grimme-Preis 2025: Verleihung
- Seoul/Südkorea: Das südkoreanische Verfassungsgericht hat die Amtsenthebung des ehemaligen südkoreanischen Präsidenten Yoon Suk-yeol wegen der ungerechtfertigten Verhängung des Kriegsrechts bestätigt. Laut südkoreanischer Verfassung müssen innerhalb von 60 Tagen Neuwahlen stattfinden.[2]

### Samstag, 12. April 2025
- Gabun: Parlaments- und Präsidentschaftswahl

### Sonntag, 13. April 2025
- Köln/Deutschland: In der Lanxess Arena wird der Sieger des Handball-Pokals ermittelt.
- Ecuador: Präsidentschaftswahl (Stichwahl zwischen Luisa González und Daniel Noboa)
- Japan: Eröffnung der Expo 2025 (bis 13. Oktober)

### Mittwoch, 16. April 2025
- London/Vereinigtes Königreich: Der Oberste Gerichtshof des Vereinigten Königreichs entscheidet in einem Grundsatzurteil, dass das geschützte Merkmal „Geschlecht“ (Sex) und das Wort „Frau“ im britischen Gleichstellungsgesetz (dem Antidiskriminierungsgesetz) als „biologisches Geschlecht“ und „biologische Frau“ interpretiert wird. Das bedeutet, dass transgeschlechtliche Personen nun nicht mehr gemäß ihrem Geschlechtsmerkmal, das sie gemäß dem britischen Gender Recognition Act 2004 erhalten haben, für die Zwecke des Gleichstellungsgesetzes anerkannt werden.[3]

### Donnerstag, 17. April 2025
- Ras Issa/Jemen: US-Militär bombardiert den von Huthi kontrollierten Ölhafen, nach Angaben Huthi-naher Medien kommen dabei mehrere Dutzend Menschen ums Leben.[4][5][6]
- Italien: Beim Absturz einer Seilbahngondel nahe Neapel sterben 4 Menschen. Eine Person wird schwer verletzt.[7]

### Freitag, 18. April 2025
- Florida/Vereinigte Staaten: Bei einem Amoklauf an einer Hochschule in Florida werden 2 Personen getötet. Sechs weitere werden verletzt. Nach Behördenangaben handelt es sich bei dem Schützen um den Sohn einer stellvertretenden Bezirkspolizeichefin.

### Samstag, 19. April 2025
- Sheffield/Vereinigtes Königreich: Beginn der Snookerweltmeisterschaft.

### Montag, 21. April 2025
- Vatikanstadt: Römisch-katholische Kirche: Tod von Papst Franziskus
- Davos/Schweiz: Klaus Schwab Gründer und langjähriger Vorsitzender des World Economics Forum tritt von seinem Amt zurück.

### Dienstag, 22. April 2025
- Pahalgam/Kaschmir: Durch einen Schusswaffenanschlag in einem Erholungsgebiet nahe des Ortes kommen mindestens 26 Menschen, hauptsächlich Touristen, ums Leben.[8]

### Mittwoch, 23. April 2025
- Istanbul/Türkei: Ein Erdbeben der Stärke 6,2 und weitere Nachbeben fordern mindestens 236 Verletzte.[9]

### Samstag, 26. April 2025
- Rom/Italien: Begräbnisfeier für Papst Franziskus
- Schahid Radschai/Iran: Bei einer schweren Explosion am größten Hafen von Iran bei Bandar Abbas werden mehr als 800 Menschen zum Teil schwer verletzt.  Mindestens 25 kommen dabei ums Leben.
- Vancouver/Kanada: Amokfahrt in Vancouver 2025 – Am Lapu Lapu Festival der philippinischen kanadischen Gemeinschaft fährt ein Mann mit seinem Geländefahrzeug in eine Menschenmasse und tötete mindestens 11 Menschen. Zahlreiche weitere werden verletzt.[10]

### Sonntag, 27. April 2025
- Wien/Österreich: Landtags- und Gemeinderatswahl in Wien 2025
- Friedland (Niedersachsen)/Deutschland: Das Kuratorium Nationalerbe-Bäume zeichnet die Stieleiche im Ortsteil Groß Schneen zum Nationalerbe-Baum aus.[11]

### Montag, 28. April 2025
- Ottawa/Kanada: Vorgezogene Unterhauswahl
- Port of Spain/Trinidad und Tobago: Parlamentswahl in Trinidad und Tobago[12]
- Europa: Großflächiger Stromausfall legt Spanien und Portugal komplett lahm, kurzfristig sind Andorra und Gebiete im Südwesten Frankreichs betroffen.

### Dienstag, 29. April 2025
- Liaoyang/China: Bei einem Brand in einem Restaurant in der nordostchinesischen Stadt kommen mindestens 22 Menschen ums Leben. Weitere 3 Personen werden verletzt.

### Mittwoch, 30. April 2025
- Marburg/Deutschland: Die Französin Caroline Champetier bekommt den Marburger Kamerapreis verliehen.
- Indien: Die Regierung Indiens weist zum 30. April 2025 alle Personen mit einem pakistanischen Pass aus.[13]
- Taiyuan/China: Eine Explosion in einer Wohngegend fordert mindestens 1 Todesopfer – 21 werden verletzt, 6 davon schwer. Zwei Menschen werden noch vermisst. Es ist die zweite Katastrophe in Nordchina innert 24 Stunden.